# كثافة القوة
في ميكانيكا الموائع , كثافة القوة (بالإنجليزي : Force density) هي تدرج سلبي في الضغط , رمزها f  تعطى بالمعادلة التالية
{\displaystyle \mathbf {f} =-\nabla P}.
P الضغط , {\displaystyle \nabla }التدرج , بالتالي صافي القوة
{\displaystyle d\mathbf {F} =\mathbf {f} dV}
ويمكن حساب تسارع المائع عند نقطة بقسمة كثافة القوة  على الكثافة.